# دموکراسی مسیحی
دموکراسی مسیحی یک ایدئولوژی سیاسی است که در قرن نوزدهم زیر نفوذ آموزه‌ی اجتماعی کاتولیک و همین‌طور نئوکالوینیسم پدیدار شد. همچنین تلاش برای برقراری حکومت دموکراتیک مسیحی ایدئولوژی گروهی از احزاب میانه‌رو و اصلاح‌طلب است که با کلیسای مسیحیت (کاتولیک رومی) متحدند.

## ایدئولوژی
دموکراسی مسیحی از بیشتر جهات، مشابه احزاب اصلاح‌صلب و میانه‌رو عمل می‌کند. اما به جای آن‌که از آریستوکراسی که به نخبگان اصالت عمل می‌دهد حمایت کند، حمایت از خواسته‌های عمومی را مورد نظر قرار می‌دهد و بدین شیوه درصدد برقراری دموکراسی در جامعه‌است.
احزاب دموکرات مسیحی، طرفدار لیبرالیسم اجتماعی میانه‌رو، اقتصاد مختلط، تدارک زمینه‌های رفاه اجتماعی و اشتغال کامل از طریق سیاست‌های اقتصادی می‌باشند.

## تاریخچه
ایدئولوژی برقراری حکومت دموکرات مسیحی بعد از جنگ جهانی دوم در کشورهای ایتالیا، آلمان و فرانسه مورد توجه قرار گرفت.
در آغاز قرن بیستم این حزب به اتحاد با سوسیالیستها و کمونیستها تمایل داشت. ولی بعدها به طرف احزاب رفورمیست میانه‌رو کشیده شدند.
احزاب دموکرات مسیحی در ابتدای پیدایش به‌طور معمول ضد سرمایه‌داری، ضد سوسیالیت و ضد یهود بودند.

## کشورهای فعال
هم اکنون در بیشتر کشورهای اروپایی و به‌طور ویژه در کشورهای بلژیک، فرانسه، آلمان (اتحادیه دموکرات مسیحی آلمان)، ایتالیا و هلند احزابی با این ایدئولوژی فعالیت دارند. نروژ، دانمارک و بریتانیا به عنوان کشورهای اروپایی با حاکمیت دینی، جزو برترین کشورها در شاخص مردم سالاری هستند.